# Sólyom Jenő (egyháztörténész)

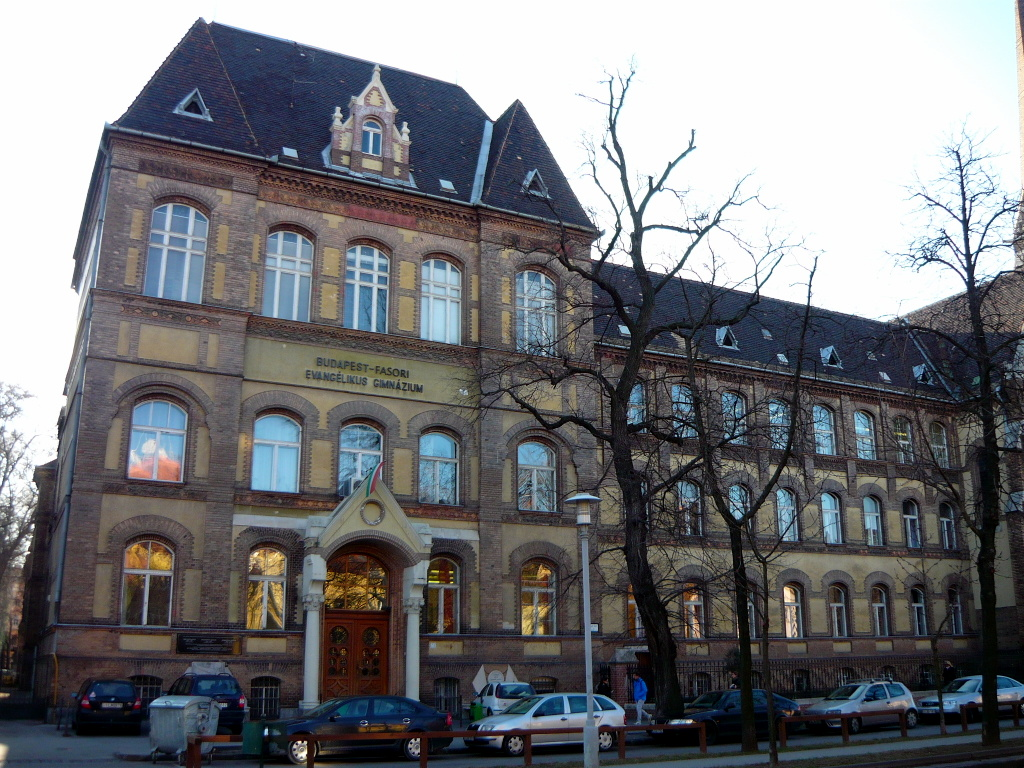
1931–1938 között a Budapest-Fasori Evangélikus Gimnáziumban tanított.

Sólyom Jenő (Kolozsvár, 1904. július 25. – Budapest, 1976. december 24.) egyháztörténész, evangélikus lelkész, egyetemi tanár.

## Életpályája
A Bihar vármegyei bajomi Sólyom családnak a 19. század második felében Kolozsvárra költözött ágából származik. Édesapja, Sólyom János (1863–1936) a kolozsvári polgári fiúiskola tanára, majd igazgatója, a városi kulturális és az evangélikus egyházi élet aktív részese volt. Fiai, köztük Sólyom Jenő, az ősi Kolozsvári Református Kollégiumban kezdték gimnáziumi tanulmányaikat. Ő azonban már nem tudott ott érettségizni, mert a család a trianoni békeszerződés után szülőföldjük elhagyására kényszerült, mivel az impériumváltással az édesapa elvesztette állását és igazgatói szolgálati lakását. Édesanyja szüleinél, a Rajkai család budai házában találtak otthonra. A budapesti II. kerületi Királyi Egyetemi Katolikus Főgimnáziumban folytatta tanulmányait, ahol 1922-ben érettségi vizsgát tett.
A teológiát Budapesten, Sopronban és Bázelben végezte. 1926-ban tett szakvizsgát, 1927-ben lelkészvizsgát. Raffay Sándor püspök 1927-ben avatta lelkésszé. 1927-től Kiskőrösön és Budapesten segédlelkész; 1928-tól 1931-ig ösztöndíjas kutató Erlangenben és Budapesten. 1931-től 1938-ig a Budapest-Fasori Evangélikus Gimnázium vallástanára volt. Közben a pécsi Erzsébet Tudományegyetem soproni Evangélikus Hittudományi Karán egyháztörténetből teológiai doktorátust szerzett 1933-ban. Ugyanitt 1938-ban az egyházjogi és magyar protestáns egyháztörténeti tanszéken rendkívüli, majd 1941-ben nyilvános rendes tanár lett, 1943–44-ben a kar dékánja. 1950-től 1958-ig az egyetemről leválasztott Evangélikus Teológiai Akadémián Sopronban, utóbb Budapesten volt az egyháztörténet professzora, 1951–1952-ben az Akadémia dékánja. 1958-ban, amikor az evangélikus egyházban megtörtént a visszarendeződés, Ordass Lajos püspököt másodszor is eltávolították tisztségéből, ahogy őt is eltávolították a katedráról, és kényszernyugdíjazták. Korára és családjára tekintettel 1959-től az Evangélikus Országos Levéltárban kapott tudományos munkatársi állást. Csak 1967-ben jelenhetett meg újra írása hazai egyházi lapban. Később a levéltár vezetője lett.
Az 1930-as években főtitkára volt a Magyar Luther Társaságnak, választmányi tagja a Magyar Protestáns Irodalmi Társaságnak, 1935-től 1939-ig a Keresztyén Igazság című folyóirat társszerkesztője. Főként a 16. századi reformációval kapcsolatos kutatásai jelentősek.
Rövid betegség után 1976 karácsonyán Budapesten, családja körében hunyt el. Búcsúztatása 1977. január 4-én volt Budapesten, a Rákoskeresztúri új köztemetőben. Kérésére hamvait Kolozsvárt, a házsongárdi temetőben felesége hamvai mellé helyezték el, a Hantos család sírjába.
Emlékére hozták létre gyermekei 1993-ban az Alapítvány az Evangélikus Teológiai Képzés, Továbbképzés és Kutatás Támogatására, Dr. Sólyom Jenő emlékére nevű közhasznú alapítványt.

## Főbb művei
- Luther és Magyarország. (Budapest, 1933)
- Az egyház története (I–II., tankönyv, Wiczián Dezsővel. Győr, 1942)
- Hazai egyháztörténelem (tankönyv, Budapest, 1957)
- Tanuljunk újra Luthertől! Dr. Sólyom Jenő (1904‒1976) válogatott írásai, Luther Kiadó, Budapest, 2004

## Jelentések Sólyom Jenőről az ÁBTL-ben
- Dosszié típusa. 3.1.2. Dosszié jelzete. M-32400 Fedőnév: „Papp István”. (Várady Antal) 1957-1958. Adta Papp István. Vette Baji László rendőr nyomozó százados. (1957-ben százados és a II/5-c alosztály beosztottja)[3] 1958. szeptember 20. Sólyom Jenő teológiai tanár, még régebbi meghívás alapján augusztus 31-én a várban prédikált. Utána felindultan mondta el Várady Lajos és Madocsai Miklós lelkészek és Szelényi felügyelő előtt, hogy szombaton Nagy Gyula (1967-től III/III-as ügynök)[4] és Koren Emil mint dékán, illetve püspökhelyettes, bejelentették, hogy az „ellenforradalom ideje alatt tanúsított magatartása” miatt ajánlatos lenne, ha lemondana állásáról és elvállalná egy gyülekezet vezetését. Koren a megüresedés előtt álló Bakonycsernye nagyközséget ajánlotta. Sólyom gondolkodási időt kért, hogy ezt megbeszélhesse a családjával. Beszámolóját kiegészítette azzal, hogy súlyos helyzetbe került. Most 54 éves, semmi gyakorlata a gyülekezeti életről nincsen. Nagyon nehéz most tanulni, hogyan kell bánni a paraszthívekkel, közigazgatást vezetni stb. Egészségi állapota sem megfelelő, tehát nem alkalmas arra, hogy szórványokat látogasson esetleg kerékpáron vagy motorkerékpáron. Hat gyermekük közül csak a legidősebb dolgozik, az öt gyermek, akik mind iskolába járnak, a legfiatalabb, még csak tíz éves. Egész természete – mint – mondotta – tudományos kutatómunkára van beállítva és nem gyakorlati lelkészi munkára. Éppen ezért simán és azonnal hajlandó lenne visszavonulni, ha megtehetné, hogy először is nyugdíjba vonuljon. így ugyan mindössze csak havi ezer forintot kapna, de azután azt kérné, hogy állítsák be őt az egyetemes egyház könyvtárába lehetőleg olyan tiszteletdíjjal, mint a mostani fizetése. Ez hat éven keresztül lenne időszerű, mert hatvan éves korától, amúgy is nyugdíjba kellene mennie. Baji László rendőr százados megjegyzése. Sólyom Jenő evangélikus teológiai tanárnak a teológiáról történő eltávolítása az ÁEH-val történt megállapodás alapján a teológia haladó szellemű tanárokkal történő kicserélése érdekében történik. Sólyom ellenséges beállítottságú, teljesen a múlt szellemében foglalkozik az ifjúság nevelésével. A magyar állambiztonság „Papp István” fedőnéven Várady Lajost foglalkoztatta, akinek első ismert jelentése 1957 januárjából származik. Várady Lajos budavári lelkész, esperes volt.[5]